# Olaf Ørvig
Olaf Ørvig (Kragerø, 25 de novembro de 1889 — Bergen, 25 de junho de 1939) foi um velejador norueguês, campeão olímpico. Ele competiu nos Jogos Olímpicos de Verão de 1920 na classe 12 Metre e conquistou a medalha de ouro na disputa realizada segundo as regras de 1919 a bordo do Heira II com Arthur Allers, Martin Borthen, Kaspar Hassel, Erik Ørvig, Johan Friele, Thor Ørvig, Egill Reimers e Christen Wiese. Ørvig era gerente da seguradora Poseidon, tornando-se gerente de escritório em Bergen. A partir de 1914 foi proprietário de uma companhia de navegação que levava seu nome.